# Tapajós
Tapajós (portugalski: Río Tapajós)  je brazilska rijeka duga 1992 km (sa svojom najvećom pritokom Teles Pires), velika desna pritoka Amazone.

## Zemljopisne karakteristike
Tapajós se stvara na sjeveru brazilske države Mato Grosso gdje se spajaju rijeke Teles Pires i Juruena.
Od izvora teče u smjeru sjevera preko visoravni Mato Grosso, u tom dijelu stvara granicu između država Mato Grosso i Amazonas, a nakon toga i granicu između Amazonasa i Pará. Pri kraju svog toka zavija prema sjeverozapadu preko Pará da se nešto malo iznad grada Santarém ulije u Amazonu.
Tapajós ima slijev velik oko 700.000 km² i prosječni istjek od 13.000 m3/s na svom ušću u Amazonu.
Iako je tok Tapajósa često isprekidan brzacima, on je plovan čitavom svojom dužinom od 650 km, njime je čak moguće preko umjetnog kanala doploviti do rijeke Cuiaba, pritoke rijeke Paragvaj pa tako doploviti i do Buenos Airesa.

## Vanjske poveznice
- Tapajós River na portalu Encyclopædia Britannica (engl.)